# 花輪違

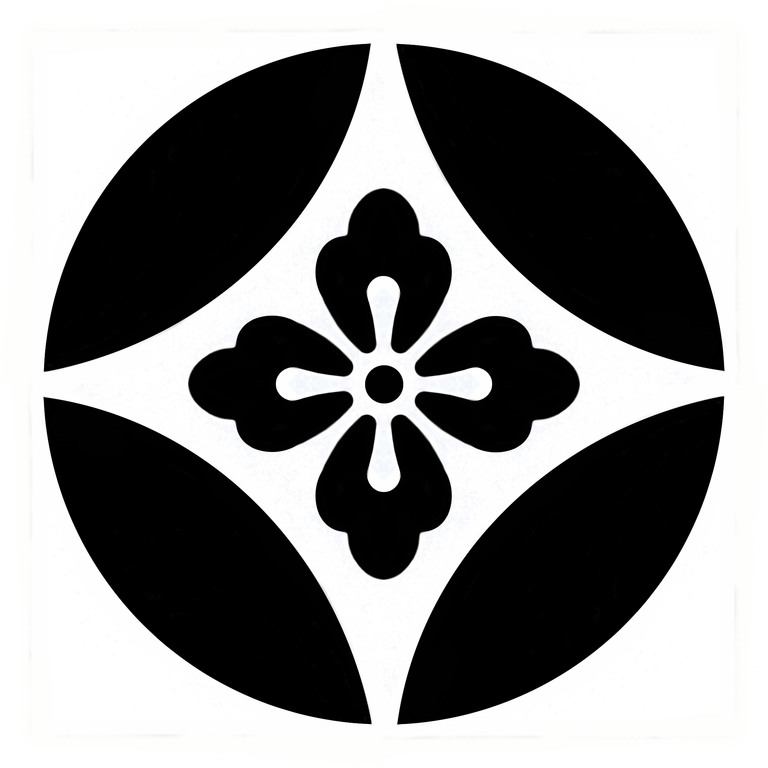
はなわちがい
花輪違

花輪違（はなわちがい）とは、日本の家紋である輪違紋の一種。「七宝輪違（しっぽうわちがい）」「十方七宝（じっぽうしっぽう）」「玉輪違（たまわちがい）」ともいう。七宝の中に花角を入れたもので、七宝紋の「七宝に花角（しっぽうにはなかく）」と同一の紋である。

## 概要

輪違紋
わちがい
輪違

元は大陸から伝来し、有職文様の「輪違い」という鎖型に連続した文様から抜き取られたもので、平安時代には車紋として用いられていたが、江戸時代以降、2つの輪を交叉させた文様を特に「輪違」と呼ぶようになったため、それと区別する意味で「唐花の入った輪違」という形状から「花輪違」というようになった。
ちなみに、輪違紋と同様の図案である金輪（かなわ）紋は、五徳の輪を図案化したものであり、輪違紋の輪より細く描かれる。

### 用例

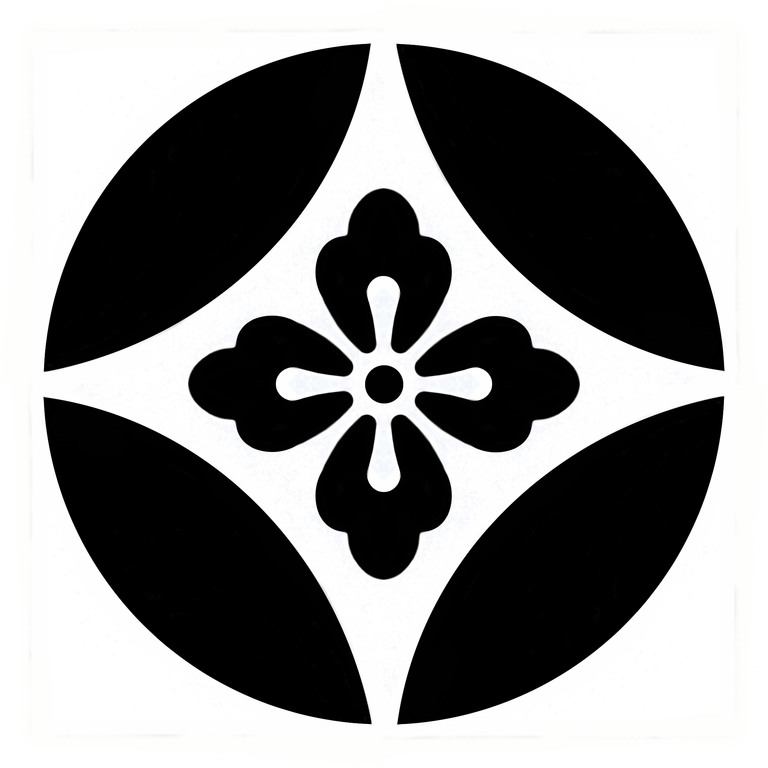
塩冶氏の家紋

高氏の家紋

出雲源氏佐々木義清が自らの紋としたため、その後裔である、隠岐、塩冶、富田、高岡、佐世氏などが用いた。
また全く別流であるが、高氏の高師直や、秋田城介の嫡流である城氏もこの紋を使用している。日向高鍋藩の秋月氏の裏紋もこの紋である。

## 文様

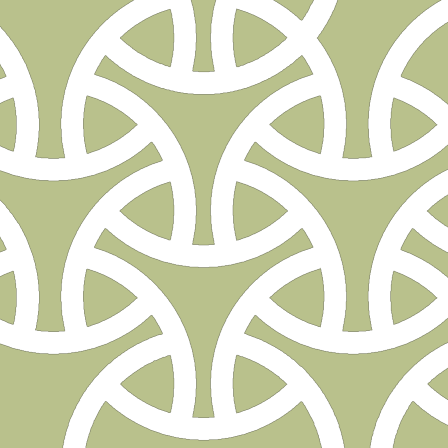
輪違文様

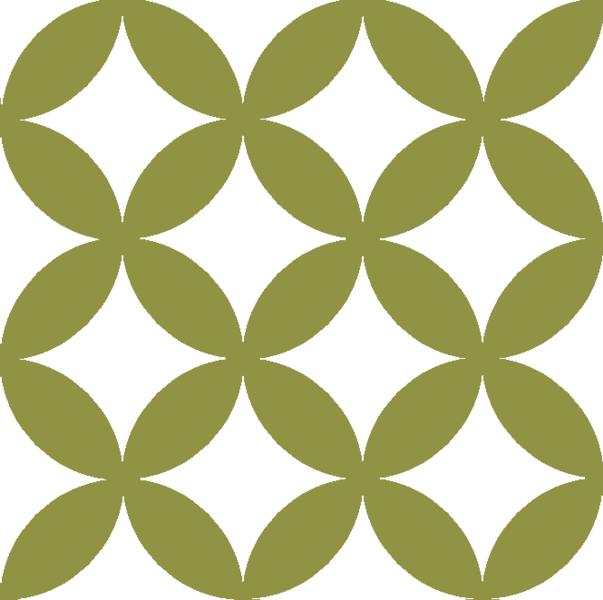
七宝つなぎ

輪違という文様は、幾つもの輪を交差させたものをいい、有職文様では、同様のものを七宝ともいう。花輪違の唐花を取り除きつなげたものを「七宝つなぎ」という。
古くは「四方襷（しほうたすき）」という呼び名もあり、その「四方（しほう）」が「七宝（しっぽう）」へと変化したという。
無限に連鎖する平和や円満を意味する輪の交叉から成る文様のため、「世界中の財宝」と、「無限の子孫繁栄」を表す吉祥紋として家紋・屏風の裏紙の模様などに用いられた。
七宝つなぎの種類は七宝の中央に花を入れたものを「花七宝（はなしっぽう）」、鳥と花菱を組み合わせて七宝形にしたものを「鳥襷（とりだすき）」、幾つかが繋がった形で部分的に用いたものを「破れ七宝（やぶれしっぽう）」といい、ほかに「星七宝（ほししっぽう）」というものもある。
ちなみに「七宝（しちほう）」とは仏教では、『無量寿経』によると、「金、銀、瑠璃（るり）、玻璃（はり）、シャコ、珊瑚（さんご）、瑪瑙（めのう）の七種の宝」のことで、世界中の財宝を表し、また『法華経』では、「金、銀、瑠璃、真珠、シャコ、マイ瑰（まいかい）、瑪瑙の七種」のことであるが、この文様と仏教用語の「七宝」との関係については不明である。